# キーヤとキモージャヒーロー
キーヤとキモージャヒーロー（KIYA & THE KIMOJA HEROES）は、南アフリカ共和国、カナダ、フランスのディズニージュニアで2023年3月22日から2024年2月9日まで放送されたテレビアニメ。日本では2023年9月24日からディズニージュニアで放送された。Disney+でも配信されている。

## キャラクター
キーヤ
声 - 	ディネオ・デュ・トワ、西岡璃南（日本語吹き替え版）
モッツィー
声 - フォンティーナ・フォートゥーンズ、角倉英里子（日本語吹き替え版）
ジェイ
声 - イアン・ホー、中村美怜（日本語吹き替え版）
ハディ
声 - Maja Vujicic、佐倉薫（日本語吹き替え版）
MCハーモニー
声 - ???、三木晶（日本語吹き替え版）

## エピソード
| #  | サブタイトルA                              | サブタイトルB                              |
| -- | ------------------------------------------ | ------------------------------------------ |
| 1  | キーヤと たこのモンスター                  | なぞの いんせき                            |
| 2  | うまくいかない ひ                          | いっぽ ひいてみよう                        |
| 3  | みんなでパーティー                         | バオバブのはなが さく                      |
| 4  | ひとりぼっちのスノードーム                 | ロボットおおさわぎ                         |
| 5  | ことりが おしえてくれた                    | 1000のひかりが かがやくよる                |
| 6  | どっちがイチバン？                         | うけつがれしがっき                         |
| 7  | キーヤと おそうじブロワー                  | アクロおばけ                               |
| 8  | うさんくさい けんきゅう                    | キーヤの よるのえいがかい                  |
| 9  | いたずらキング                             | バグズ・トラブル                           |
| 10 | はくねつ スケートたいけつ                  | ハニーキャンプ                             |
| 11 | ジェイとスーパーファン                     | アートはこころ                             |
| 12 | プリマドンナの たんていじむしょ            | ナメクジのひ                               |
| 13 | ギャラクトスラッグ・グルーヴ その1         | ギャラクトスラッグ・グルーヴ その2         |
| 14 | プリマドンナの パーティー                  | なかまはずれのきぶん                       |
| 15 | スポットライトをぬすめ                     | はつめいかバトル                           |
| 16 | プリマドンナのボディガード                 | ムギュムギュボールの とりあい              |
| 17 | ダブル・トラブル                           | おおきくなりたい                           |
| 18 | みんなでチカラをあわせよう                 | モッツィーのスペースレース                 |
| 19 | みんなの さいのう                          | キモージャ・シティに ゆきがふる            |
| 20 | キモージャ ゴー！その1                     | キモージャ ゴー！その２                    |
| 21 | キモージャ・クリスタル・ニューイヤー その1 | キモージャ・クリスタル・ニューイヤー その2 |
| 22 | チコブラット                               | ジェイと とうめいマシン                    |
| 23 | ともだちのひの おとまりかい                | おおきくなあれ                             |
| 24 | だいじな ばしょ                            | アクロブラットの びっくりハウス            |
| 25 | モッツィーと ベイビーブッシュベイビー      | ユニオオカミ                               |
| 26 | ダディー・ジョーのダンスダウン             | いちばんの はつめい                        |

## 日本語版制作スタッフ
- 日本語版翻訳 - ?
- 日本語版演出 - 奥田啓人
- 日本語版制作 - スタジオ・エコー